# Wenceslaus Karsten
Wenceslaus Karsten (alemany: Wenceslaus Johann Gustav Karsten)  (Neubrandenburg, 15 de desembre de 1732 - Halle, 17 d'abril de 1787) fou un matemàtic alemany del segle xviii.

## Vida
Karsten era fill d'un farmacèutic de Neubrandenburg. Quan tenia quatre anys, els seus pares van perdre totes les seves possessions en un incendi i, poc després, van decidir enviar el seu fill a Güstrow, on va ser educat pel seu avi Gustav Thiel. Els seus pares també es van traslladar a aquesta ciutat el 1741, on el seu pare va exercir de notari i va explotar una petita granja. A partir de 1743 va estudiar a la Fürstliche Domschule (escola de la catedral) tot i que no va rebre formació matemàtica específica.
De 1750 a 1752 va estudiar la universitat de Rostock, on va ser deixeble de Franz Aepinus, i de 1752 a 1755 a la universitat de Jena.
A partir de 1755 va ser professor de lògica a la universitat de Rostock, tot i que el seu departament va ser traslladat a Bützow el 1758. Durant aquesta època va mantenir una activa correspondència amb Euler. També va ser rector de la universitat els anys 1764 i 1768-69.
El 1778 va ser nomenat professor de matemàtiques de la universitat de Halle, on va anar per substituir el difunt Johann Andreas Segner. Va ocupar aquest lloc fins a la seva mort.

## Obra
A part d'haver estat l'autor d'un dels primers intents de crear una revista científica específicament matemàtica, Kastner és conegut, sobretot, per un article seu del 1768 titulat Von den Logarithmen vermeinter Grössen, en el que dilucida els logaritmes dels nombres negatius i imaginaris, donant una interpretació geomètrica dels logaritmes dels nombres complexos com a sectors hiperbòlics.
Karsten va publicar manuals d'estudi que van ser amplament utilitzats a les universitats alemanyes durant molts anys:
- Lehrbegriff der gesammten Mathematik (Compendi de totes les matemàtiques), 1767-1777 en vuit volums i en el qual assimilava els conceptes de quantitat i de variable.[9]
- Anleitung zur gemeinnützlichen Kenntniss der Natur (Instruccions per al coneixement comú de la natura), 1780
- Kurzer Entwurf Der Naturwissenschaft (Breu esbós de ciències naturals), 1785 que, fins i tot va ser utilitzat per Kant per a les seves classes de ciències naturals.[10]